# Magasin 4
Magasin 4 är ett radioprogram i Radio Stockholm med Pär Fontander och Anders Hildemar Ohlsson.
Återkommande inslag i Magasin 4 är bl.a. "Knattetimmen" med barnpsykologen Malin Alfvén och barnmorskan och psykoterapeuten Louise Hallin, "Fråga Stockholm" med Stockholmskännaren Harald Norbelie och "P4 Portalen" med IT-experten Fredrik Bernsel.
Magasin 4 sänds i P4 Radio Stockholm 103,3, måndag-torsdag kl 10-13.